# یحیی بن ابی‌منصور
بزیست فروزان یا ابوعلی یحیی بن ابی‌منصور (که پس از مسلمان شدن بدین نام مشهور شد)، اخترشناس ایرانی و از اعضای دارالحکمه بغداد و مترجم نهضت ترجمه است. وی از خاندان بنومنجم می‌باشد.

## زندگی
او در اصل از اهالی تبرستان بود که به بغداد مهاجرت کرد و در خدمت فضل بن سهل که از وزیران نامدار ایرانی بود، درآمد. پدرش ابومنصور آبان ستاره‌شناس خلیفه منصور بود. پس از کشته شدن فضل، او ستاره‌شناس دربار مأمون شد. وی در رصدی که در سال ۲۱۵ هجری قمری، گروهی از اخترشناسان به دستور مأمون انجام دادند شرکت داشت و بزرگ منجمان به‌شمار می‌آمد. گروهی از ریاضیدانان برجسته از جمله محمد بن موسی خوارزمی بر این کار نظارت داشتند. ابی منصور سرپرست گروه‌هایی نجومی بود که با رصد محیط زمین را یافتند.
تنها اثر نجومی وی، زیج ممتحن است. او نیز مانند بسیاری از همکاران خود، نتایج حاصل از رصدهای خود به همراه عده‌ای از ستاره‌شناسان را در زیجی در رصدخانهٔ شماسیهٔ بغداد گرد آورد که نسخه‌ای از آن در دست است. پژوهش‌هایی که در بارهٔ این زیج به عمل آمده است، نشان می‌دهد که ابی‌منصور در محاسبهٔ ماه‌گرفتگی و خورشیدگرفتگی، از روشی تقریبی استفاده کرده است که آثار بطلمیوس در آن دیده نمی‌شود. در ۸۲۹–۸۳۰ در بغداد به رصدهای نجومی پرداخت و کتاب‌های متعددی در نجوم نوشت و زیجی موسوم به زیج ممتحن مأمونی نگارش کرد. او در حدود ۸۳۱ میلادی درگذشت و در حلب سوریه به خاک سپرده شد.
هارون بن علی، نوهٔ یحیی، درگذشته در ۹۰۰–۹۰۱ در بغداد، هم زیجی پرداخت که بسیار متداول شد و ابزارهای نجومی ساخت.
یحی ابن ابی منصور معلم بنوموسی بود.

## اندازه‌گیری محیط و شعاع زمین
وی در پروژه اندازه‌گیری محیط و شعاع زمین که در ۸۳۰ میلادی توسط خلیفه مأمون تعریف شد بهمراه یعقوب ابن طارق و سند ابن علی و محمد ابن کثیر فرغانی و خالد بن عبدالملک مرورودی و ابوریحان بیرونی شرکت داشت.